# Georgi Tunjov
Georgi Tunjov est un footballeur international estonien né le 17 avril 2001 à Narva. Il joue au poste de milieu de terrain avec le club italien du PIneto Cacio en prêt du Delfino Pescara 1936 .

## Biographie

### En club
Il est formé dans son pays natal, à Narva Trans. 
En mars 2018, il rejoint le club italien du S.P.A.L.. Il fait ses débuts en Serie A le 15 décembre 2019, lors d'une défaite de son équipe contre l'AS Roma (défaite 3-1). Cette saison là, il joue dix matchs de Serie A.

### En sélection
Avec les moins de 19 ans, il inscrit un but lors d'un match amical contre la Suisse, en mars 2019.
Le 5 septembre 2020, il reçoit sa première sélection en équipe d'Estonie, lors d'une rencontre face à la Géorgie. Ce match perdu 0-1 rentre dans le cadre de la Ligue des nations.